# Lacul Maracaibo
Lacul Maracaibo (spaniolă Lago de Maracaibo) este o lagună situată în bazinul orașului Maracaibo (din statul Zulia, aflat în partea de nord-vest a Venezuelei. Deoarece este separat de Marea Caraibelor, el a fost considerat ca lac.

## Date geografice
Lacul se întinde pe o suprafață de 13.210 km² și atinge adâncimea de 50 m. El este cel mai mare lac din America de Sud. Lacul este legat de Marea Caraibelor prin Canalul San Carlos care are o lungime de 75 km și se deschide în Golful Venezuelei. În lac se varsă râurile Catatumbo, Santa Ana și Chama. Apa din partea de nord a lacului este sărată, pe când cea din partea de sud este dulce. Regiunea lacului este cea mai bogată regiune în petrol din Venezuela. În anul 1964 a avut loc aici o catastrofă naturală, în urma avarierii unui tanc petrolier.

## Vezi și
- Lac antic

Coordonate: 9° 44′ 33″ N, 71° 33′ 28″ W
1. ↑  „Lake Maracaibo – Lakes of the World”. World Atlas. Accesat în 8 martie 2018.